# Edward Rafał Komarnicki
Edward Rafał Komarnicki h. Gryf (ur. 24 października 1912 w Błudniu, zm. 19 września 1992 w Krakowie) – profesor nadzwyczajny nauk technicznych, pedagog, przewodniczący Komisji Budownictwa i Gospodarki Wodnej w Rolnictwie Krakowskiego Oddziału Polskiej Akademii Nauk, członek Komisji Budownictwa oraz Komisji Nauk Rolniczych i Leśnych Krakowskiego Oddziału Polskiej Akademii Nauk, polski inżynier budownictwa lądowego.

## Życiorys
Edward wczesne dzieciństwo spędził w Mińsku. Po przeniesieniu się wraz z rodzicami do Białegostoku zdał tutaj egzamin dojrzałości w Gimnazjum im. Króla Zygmunta Augusta w 1935. W tym samym roku podjął studia na Wydziale Inżynierii Lądowej i Wodnej Politechniki Lwowskiej, które latem 1939 ukończył dyplomem inżyniera budownictwa lądowego.
Od wczesnej młodości do wybuchu II wojny światowej był aktywnym harcerzem dochodząc do stopnia harcmistrza. Będąc na III roku studiów został młodszym asystentem w Katedrze Fizyki. Równocześnie zaangażował się w pracę społeczną w kierownictwie „Bratniaka”. Po zajęciu Lwowa przez Armię Czerwoną został aresztowany przez NKWD za przynależność do Związku Harcerstwa Polskiego i osadzony w jednym z obozów pod Lwowem, skąd zbiegł. Przez tę pierwszą okupację sowiecką Lwowa ukrywał się. Po najeździe Niemiec prowadził własne przedsiębiorstwo budowlane, będąc równocześnie w szeregach Armii Krajowej i uczestnicząc czynnie w ruchu oporu oraz tajnym nauczaniu. W 1944 opuścił Lwów i po rocznym pobycie w Pleśnej k. Tarnowa (dokąd sprowadził swoją matkę z Białegostoku) z końcem 1945 osiedlił się w Krakowie.

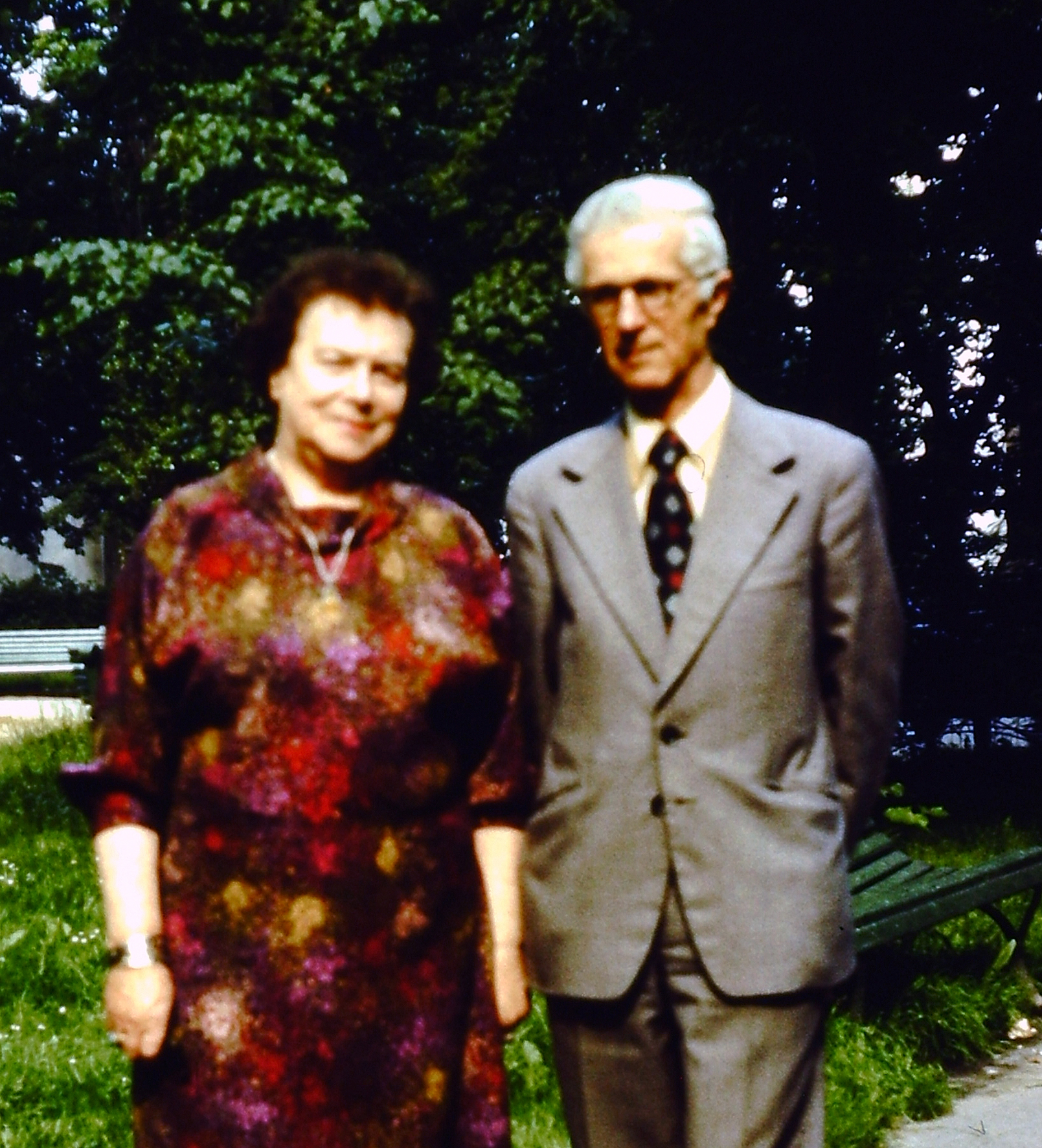
Edward Komarnicki z żoną (Kraków, lipiec 1980)

W latach 1945–1949 pracował na różnych stanowiskach inżynierskich na terenie Krakowa i Górnego Śląska m.in. w Zarządzie Odbudowy Kolei. W 1949 podjął pracę naukowo-dydaktyczną w Katedrze Budownictwa Ogólnego na Wydziale Inżynierii Lądowo-Wodnej Wydziałów Politechnicznych Akademii Górniczo-Hutniczej w Krakowie – najpierw jako adiunkt (lata 1949–1954), potem zastępca profesora (lata 1954–1961) a następnie jako kierownik tej Katedry, wykładając takie przedmioty jak „Budownictwo ogólne” i „Materiały budowlane”. W 1961 przeszedł do pracy w Wydziale Melioracji Wodnych z Oddziałem Geodezji Wyższej Szkoły Rolniczej w Krakowie, przemianowanej później na Akademię Rolniczą im. Hugona Kołłątaja, gdzie został kierownikiem Katedry Budownictwa Rolniczego(lata 1961–1983), jako zastępca profesora (lata 1961–1962), docent (lata 1962–1969) oraz profesor nadzwyczajny nauk technicznych do chwili przejścia na emeryturę w 1983. Ponadto w latach 1963–1964 pełnił na Uczelni funkcję prodziekana Wydziału Melioracji Wodnych a w latach 1964–1969 prorektora ds. nauczania. Po przeniesieniu Wydziału do nowego gmachu przy al. Mickiewicza 24–28 zorganizował tutaj nowoczesne laboratorium materiałów budowlanych.
W roku 1958 Edward Komarnicki uzyskał doktorat na Wydziale Budownictwa Politechniki Wrocławskiej na podstawie dysertacji pt. Zagadnienie wodoodporności gipsobetonów żużlowych i stosowanie ich w ścianach zewnętrznych budynków (promotorem był prof. Mieczysław Zachara). Jego rozprawa pt. Zagadnienie stosowania gipsu w budownictwie stała się podstawą habilitacji przeprowadzonej w 1962 na Wydziale Budownictwa Lądowego Politechniki Gdańskiej. W jego dorobku znajduje się ponad pięćdziesiąt oryginalnych artykułów naukowych publikowanych w kraju i za granicą. Był autorem sześciu – bardzo pomocnych w procesie nauczania – skryptów akademickich. Ostatni z nich w 1981 został wyróżniony Nagrodą Ministra Nauki, Techniki i Szkolnictwa Wyższego.
W latach 1952–1962 uczestniczył w pracach Międzynarodowego Stowarzyszenia Badawczego Materiałów i Konstrukcji (RILEM), w latach 1964–1969 był członkiem Rady Naukowo-Technicznej przy Ministrze Rolnictwa oraz zastępcą przewodniczącego Rady Naukowo-Technicznej przy Prezydium Wojewódzkiej Rady Narodowej w Katowicach. Był organizatorem i przez dziesięć lat (1973–1983) przewodniczył Komisji Budownictwa i Gospodarki Wodnej w Rolnictwie Krakowskiego Oddziału Polskiej Akademii Nauk. Był również w PAN członkiem Komisji Budownictwa oraz Komisji Nauk Rolniczych i Leśnych. W latach 1973–1975 był przewodniczącym Rady Instytutu Technologii i Organizacji Budownictwa Politechniki Krakowskiej oraz członkiem Rady Naukowej Instytutu Budownictwa i Inżynierii Środowiska Wyższej Szkoły Inżynierskiej w Rzeszowie, w latach 1976–1980 członkiem Rady Naukowej Instytutu Budownictwa, Mechanizacji i Elektryfikacji Rolnictwa w Warszawie.
Edward Komarnicki działał bardzo aktywnie na rzecz powstania na terenie krakowskiej Akademii Rolniczej Niezależnego Samorządnego Związku Zawodowego „Solidarność” – był pierwszym na liście zgłaszających wolę przystąpienia do nowego związku i został członkiem jego Komitetu Założycielskiego. Na początku października 1980 uczestniczył w delegacji, która wręczyła władzom rektorskim wyciąg z aktu erekcyjnego oraz tekst porozumienia wstępnego dotyczącego powstania na Uczelni NSZZ „Solidarność”. W jego katedrze odbywały się zebrania Komitetu Założycielskiego. W czasie strajku studenckiego – trwającego od połowy listopada do 13 grudnia 1981 – pomieszczenia katedry, w tym także swój gabinet, oddał do dyspozycji Studenckiego Komitetu Strajkowego.

## Życie prywatne
Był synem Józefa h. Gryf (pracownik kolejowy, zm. w 1944 r.) i Zofii z d. Gaszyńskiej (ur. 4.07.1880 - zm. 26.06.1959 w Krakowie). Miał rodzeństwo: jego starszy brat, Kazimierz, zmarł jako dziecko w 1912. Młodszy, Czesław, w czasie II wojny światowej walczył jako członek załogi okrętu podwodnego Royal Navy. Po wojnie był farmaceutą, zamieszkał w Oksfordzie, i tam zmarł w 2015. Edward Komarnicki w dniu 12 sierpnia 1945 zawarł ślub w Krakowie z Marią z d. Gołąb (ur. 8.07.1905 w Balicach – zm. 11.10.1992 w Krakowie) primo voto Ungeheuer, posiadającą dwie córki z poprzedniego małżeństwa – Krystynę i Grażynę. 
Głównym hobby Edwarda Komarnickiego była turystyka – w okresie swojej młodości na krótszych dystansach motocyklem, po II wojnie światowej samochodem z żoną (lata 1961–1981) - czasem również z którąś z jej córek, zatrzymując się na noclegi tylko na kempingach i (jak za czasów harcerskich) biwakując z namiotem. Wśród odwiedzanych krajów były za pierwszym razem Anglia, Francja, Szwajcaria i Włochy. Potem doszła ówczesna Jugosławia. Te dwa ostatnie kraje były ulubionymi – w ostatnich wyjazdach szczególnie Istria. Swoje wrażenia dokumentował na przeźroczach i filmie amatorskim 8 mm.
Zmarł w Krakowie, spoczywa wraz z żoną na cmentarzu Rakowickim (kwatera XLIII-12-4).

## Ordery i odznaczenia
- Medal 10-lecia Polski Ludowej (15 stycznia 1955)[7]
- Odznaka Honorowa Rady Naczelnej ZSP (1965)[1]
- Złoty Krzyż Zasługi (1967)[1]
- Krzyż Kawalerski Orderu Odrodzenia Polski (1973)[1]
- Medal XXX-lecia Politechniki Krakowskiej (1979)[1]
- Odznaka tytułu honorowego „Zasłużony Nauczyciel Polskiej Rzeczypospolitej Ludowej” (1981)[1]
- Złota Odznaka „Za Zasługi dla Ziemi Krakowskiej” (1984)[1]